# SN 1997cf
SN 1997cf – supernowa odkryta 29 kwietnia 1997 roku w galaktyce A170643+4354. W momencie odkrycia miała maksymalną jasność 23,70m.